# L’Orange (Lied)

Etikett der französischsprachigen Single in Westdeutschland (1965)

L’Orange ist ein knapp drei Minuten langes französischsprachiges Chanson von Gilbert Bécaud, das von La voix de son maître 1964 in Frankreich sowohl auf Single als auch auf EP und ein Jahr später in der Bundesrepublik Deutschland von Electrola als B-Seite der Single Nathalie veröffentlicht wurde. Der Text stammt von Pierre Delanoë, die Musik schrieb Bécaud wie üblich selbst. Begleitet wird er dabei, wie es in dieser Zeit häufig der Fall war, vom Orchester Raymond Bernard; eine besondere Rolle spielt hierin der Wechselgesang zwischen dem Solisten und einem (namenlosen) Chor. 
Hinter dem „schlichten, harmlos klingenden Titel“ verbirgt sich „eine starke, zeitlose Botschaft“: Das Lied wendet sich mit künstlerischen Mitteln gegen Vorurteile, Xenophobie und Lynchjustiz, und es appelliert an die Akzeptanz des Andersartigen, Vielfältigen. Jérôme Pintoux nennt das Chanson „ein Psychodrama über Sündenböcke, Hass auf Einzelgänger und Hexenjagd (kollektive Hysterie)“.
Mittlerweile gilt das Lied als eines der prägnantesten Stücke aus Bécauds Karriere und ist auch auf den meisten neueren Zusammenstellungen seiner größten Erfolge enthalten.

## Text und Musik

### Handlung und Inszenierung

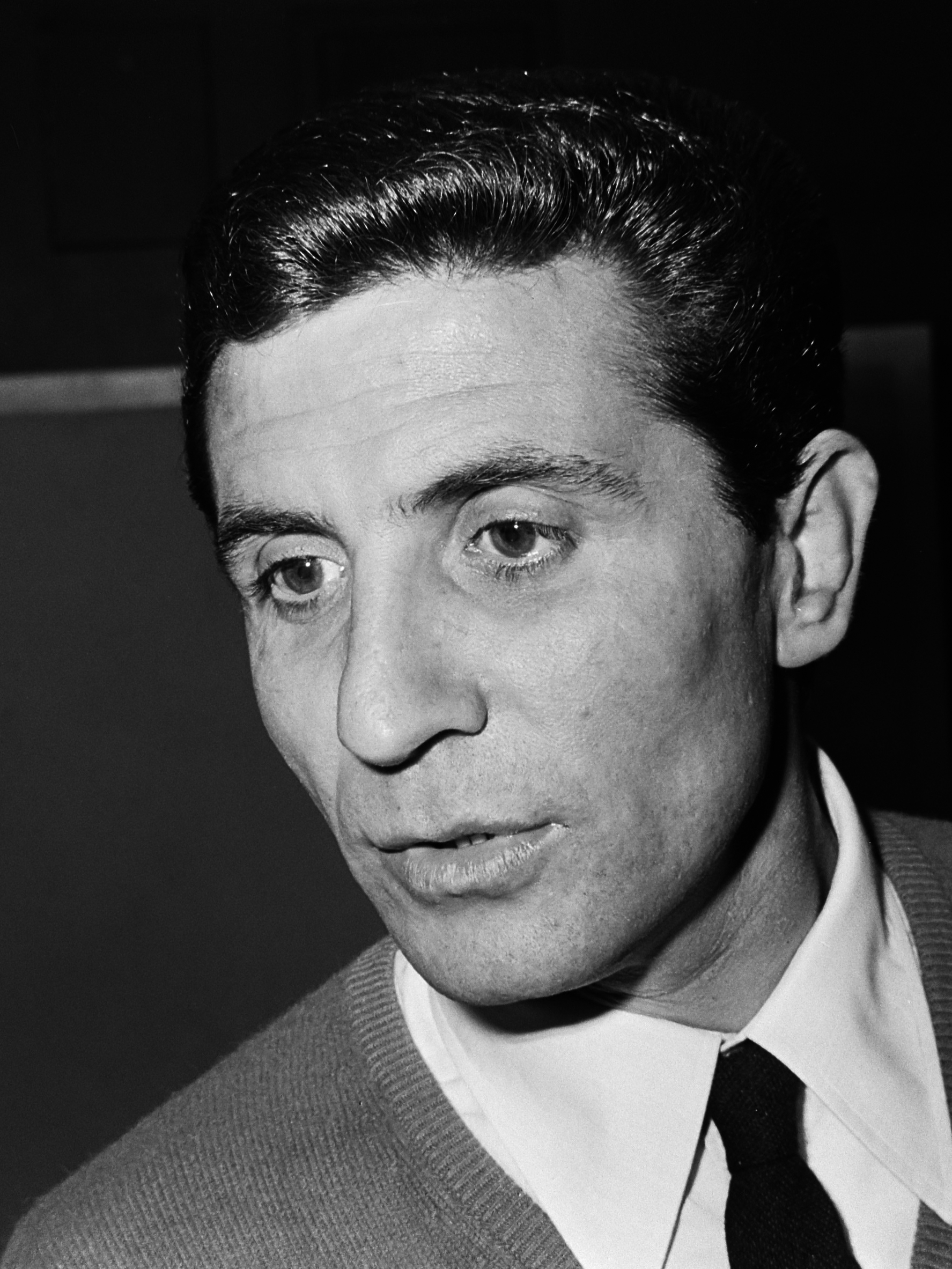
Gilbert Bécaud (1965)

Das Lied beschreibt einen Dialog zwischen einer anonymen Gruppe von Menschen und einem Einzelnen (Motiv des „alle gegen einen“), den diese des Diebstahls einer Orange bei einem Kaufmann bezichtigen.
Wie es für viele Chansons von Gilbert Bécaud typisch ist, wird auch hier eine eher alltägliche Situation mit prägnanten Beteiligten dargestellt. Dabei wird der Hörer aber durch eine dichte Stimmung angesprochen, die der Sänger mit seinem Hang zum theatralischen Vortrag bei seinen Bühnen- und Filmauftritten noch verstärkte. Das Thema von L’Orange war „für eine dramatische Inszenierung wie geschaffen“. Durch den Wechselgesang zwischen einem gemischten Chor – in den ersten beiden Strophen nur die Männer-, danach auch die Frauenstimmen – und dem Solisten wird eine Atmosphäre erzeugt, die beim Zuhörer aufgrund ihrer sich steigernden Aggressivität ein Gefühl der Beklemmung hervorruft. Dieser akustische Eindruck wird in einem französischen Schwarz-Weiß-TV-Videoclip aus den 1960er Jahren auch bildlich unterstrichen und für den Betrachter sichtbar gemacht, denn die anonyme Menschenmenge, in deren Mitte der Sänger sich wie ein Tier in einem Käfig hin und her bewegt, ist lediglich zu hören, wird aber nie von der Kamera erfasst. 
Für die Menschengruppe steht von vorneherein fest, dass dieser junge Mann der Dieb ist („Tu as volé l’orange“ – „Du hast die Orange gestohlen“), wobei sich durch das in den ersten beiden Strophen insgesamt 18-malige Wiederholen von as volé (was der textlichen Entsprechung eines Ostinato nahe kommt) schon gleich zu Beginn eine für den Bezichtigten bedrohliche Situation entwickelt, weil er bis auf ein kurzes, gerufenes „Nein!“ zunächst überhaupt nicht zu Wort kommt. Und als er das dann ab der dritten Strophe doch tut, singt er teilweise gegen den Chor an, was als ein Ausdruck des Ignorierens von Seiten der Gruppe beziehungsweise des Aneinander-vorbei-Redens verstanden werden kann.
Auf seine Erwiderung, er habe das Obst nicht gestohlen und selbst viel zu viel Angst vor Dieben („trop peur des voleurs“), hält ihm der Chor entgegen, nur er könne es gewesen sein, denn er sei böse und hässlich („méchant et laid“), außerdem klebe doch Fruchtsaft wie Blut an seinen Langfingern („comme du sang sur tes doigts“ … „avec tes mains crochues“) – und schließlich habe ihn auch noch jemand bei der Tat gesehen. Dabei werden die einzelnen Vorwürfe jeweils im Wechsel von einer Frauen- oder einer Männerstimme vorgebracht; die Sopranstimme steigert sich hier punktuell bis in einen Bereich, der von Tonhöhe und Klangfarbe her den Eindruck einer heulenden Furie oder Rachegöttin hervorruft. Der Beschuldigte entgegnet, er sei gar nicht bei dem Kaufmann gewesen, sondern, die Augen zum Himmel gewandt, auf der Suche nach einem blauen Vogel durch die umliegenden Berge gewandert („je cherchais dans la montagne, les étoiles dans les yeux, l’oiseau bleu“). Der blaue Vogel ist in der französischen Literatur ein der blauen Blume der Romantik verwandtes Symbol für Sehnsucht und Liebe, seit Marie-Catherine d’Aulnoy 1697 ein gleichnamiges Märchen veröffentlichte. Auch in Chansontexten taucht dieser Begriff wiederholt auf, nicht selten sogar ebenfalls in Kombination mit der Redewendung „avoir des étoiles (oder la lumière) dans les yeux“ (auf Deutsch „vor Glück oder Erstaunen strahlende Augen haben“), beispielsweise in Marie Myriams Siegertitel L’oiseau et l’enfant beim Eurovision Song Contest 1977. Damit werden Kinder oder erwachsene Träumer beschrieben.
Diese vergleichsweise Naivität der Replik des Beschuldigten auf einen handfesten Vorwurf trägt ebenfalls zur Dramatik der Handlung bei; hier prallen gleichsam zwei Welten aufeinander. Zudem ändern seine Rechtfertigungsversuche nichts daran, dass alle anderen von seiner Täterschaft überzeugt sind, anscheinend auch unabhängig davon, was immer er noch an Argumenten anführen könnte. Letzteres tut er allerdings nicht, sondern wiederholt lediglich die beiden Strophen mit seiner Erklärung. Stattdessen kulminiert die Situation durch das „Verdikt“ der Menge: Man habe den Mann mit seinen Wolfszähnen schon länger beobachtet, und nun ziehe sich der Strick um seinen Hals zu („longtemps qu’on te guettait avec tes dents de loup … t’auras la corde au cou!“). Dies sei sein letzter Tag, und überhaupt sei er bloß ein dreckiger Dieb, außerdem ein Fremder, der Unglück bringe („tu n’es qu’un sale voleur … D’abord tu n’es qu’un étranger et tu portes malheur“). Die Häufung von Stereotypen beziehungsweise Klischees in den vom Chor vorgetragenen Anschuldigungen und Aussagen unterstreicht die Feststellung, dass der Mann für die Menge von vorneherein als Täter feststand. Zu diesem Eindruck wie zur Bedrohlichkeit des Szenarios trägt auch der Kontrast zwischen dem vermeintlichen Anlass und der möglichen Strafe bei; der Wert einer einzelnen Orange (Mundraub, in Frankreich schon damals aber kein eigenständiger Straftatbestand) steht in keiner vernünftigen Relation zu den übersteigerten Charakterisierungen des möglichen Delinquenten durch Volkes Stimme und den ihm drohenden Konsequenzen.
Das Lied endet, wie es begonnen hat – mit der vielfach wiederholten Feststellung „Tu as volé as volé as volé … l’orange“ durch den Chor, in die der von der Menge Verurteilte ein abschließendes, eher hilfloses „Vous êtes fous!“ („Ihr seid verrückt!“) hineinruft.

### Die fehlende Strophe
Der Originaltext von Delanoë enthält noch eine letzte Strophe, die zwar auf der offiziellen Webseite des Texters, aber weder auf der Original-Schallplatte noch in den filmischen Darbietungen des Chansons aus den 1960er Jahren enthalten ist. Darin wird aus der bedrohlichen Andeutung, dass er den Strick um seinen Hals tragen werde, Gewissheit:
| Tu as volé as volé as volé l’orange du marchand. Tu la vois, elle est là, la corde qui te pendra la corde qui te pendra. | Du hast sie gestohlen gestohlen gestohlen, die Orange des Kaufmanns. Du siehst ihn, er ist da, der Strick, der dich hängen wird, der Strick, der dich hängen wird. |

Die Frage, wer diese Kürzung veranlasst hat – denkbar wäre beispielsweise die Plattenfirma – und aus welchem Grund dies geschah, lässt sich aus den vorliegenden Quellen nicht beantworten. Ob dies beabsichtigt war oder nicht – im Ergebnis dient auch dieses Nichtaussprechen oder in Unsicherheit schweben lassen hinsichtlich des letzten Schritts der Ereignisse dazu, dass der Zuhörer im Sinne der psychologischen Suspenseforschung zum „teilnehmenden, mitfühlenden Beobachter“ werden kann.

### Musik
Musikalisch ist die in g-Moll und im Viervierteltakt gehaltene Melodie durch ein schnelles, straffes, abschnittsweise mitreißendes Tempo geprägt, bei dem der Sänger kaum am Piano sitzen bleiben kann, wie eine etwas spätere Filmaufnahme veranschaulicht. In dieser ist das Lied zudem um ein vierzig Sekunden langes instrumentales Intro ergänzt, in dem Bécaud am Klavier – ausschließlich begleitet von einer Rhythmusgruppe aus Schlagzeug, Standbass und E-Gitarre – einen jazzigen Auftakt präsentiert, der starke Ähnlichkeiten mit Hit the Road Jack von Ray Charles aufweist. Insbesondere am Ende dieser Filmaufnahme bearbeitet Bécaud sein Instrument auf eine höchst aggressive Weise – so schlägt er beispielsweise den Tastaturdeckel mehrfach gegen den Klangkasten, eine Spielweise, der insbesondere Jerry Lee Lewis im Rock ’n’ Roll zur Popularität verholfen hat –, die zugleich deutlich macht, weshalb der Franzose verbreitet als „Monsieur 100.000 Volts“ bezeichnet wurde.
Über die Identität der Chorsänger, die hier ja einen unüblich hohen Gesangsanteil aufweisen, keineswegs nur im Hintergrund, sondern gleichberechtigt mit dem Solisten agieren, ist nichts bekannt. Die Namen von Background Vocalists und Studiomusikern wurden Mitte der 1960er Jahre in der Unterhaltungsmusik allerdings auch nur selten dokumentiert.

## Entstehung
Die Entstehung dieses Chansons ist für die Arbeitsweise des langjährigen Duos Delanoë/Bécaud nicht untypisch: Bécaud benötigte im September 1963 für einen bevorstehenden Auftritt im Olympia noch etwas neues Material, aber der Texter hatte gerade nichts vorrätig. Darauf forderte der Sänger ihn auf, ihm das erste Wort, das ihm spontan einfiele, mitzuteilen – das war das Wort Orange. Etwas Simples wie das Pflücken, Schälen oder Verkaufen dieser Frucht kam für beide nicht in Frage, stattdessen landeten sie beim Diebstahl, was laut Delanoë „eine dramatische Dimension ergab. Der antirassistische Aspekt kam dann ganz zwangsläufig hinein.“
Die beiden hatte zwischenzeitlich auch die Frage beschäftigt, welchen Titel dieses Lied bekommen sollte. Im Gespräch war anfangs L’étranger (Der Fremde), aber auch Ironischeres wie La belle et douce ville (Die schöne, liebliche Stadt) oder Plein d’hônnetes gens (Voller ehrenwerter Leute), ehe sie sich für L’Orange entschieden.
Schon vor dem Entstehen des Texts hatte Bécaud offenbar einen ganz bestimmten Musikstil im Kopf gehabt – es sollte etwas in Richtung Gospel werden. Nachdem er dazu die Musik einschließlich der Chorstimmen komponiert hatte, empfand der Texter das Ergebnis als ein „besonders starkes Stück“.

## Rezeption, Erfolge und Coverversionen
Gilles Verlant weist darauf hin, dass L’Orange beileibe nicht das einzige, aber ein ganz wesentliches Beispiel gewesen sei, in dem die humanistische Einstellung Bécauds zum Ausdruck gekommen ist. Dies habe auch einen biographischen Hintergrund, denn der Chansonnier hatte ab Frühjahr 1944 als Jugendlicher während der deutschen Besetzung Frankreichs im savoyardischen Vercors (Venthon nahe Albertville) Botendienste für die dortige Widerstandsbewegung (Maquis) verrichtet. Für Pierre Saka, der nach dem Zweiten Weltkrieg selbst Texte für eine ganze Reihe von Chansons geschrieben und zu diesem Musikgenre mehrere Bücher veröffentlicht hat, betrat Bécaud in Frankreich mit diesem gesellschaftskritischen Inhalt Mitte der 1960er Jahre Neuland. Für den belgischen Fernsehjournalisten Sébastien Ministru ist dies kein Zufall, denn seit dem Ende des Algerienkriegs und der algerischen Unabhängigkeit (1962) waren über 300.000 Menschen aus dieser ehemaligen Kolonie nach Frankreich eingewandert, die zwar die französische Staatsbürgerschaft besaßen, dort aber sehr häufig nicht als gleichwertige Mitbürger betrachtet wurden. Dies habe sich, wie es in L’Orange auf den Punkt gebracht wird, in Angst vor den Fremden bis hin zum Rassismus geäußert. Dazu passen die weiter oben angesprochenen Überlegungen Delanoës und Bécauds bezüglich der Titelgebung für dieses Lied. Ein weiteres Argument sei, dass Bécaud auch in anderen Liedern wie beispielsweise Mustapha Dupont dem Rassismus seine Vorstellung von Integration entgegengesetzt hat.
Zu einer Hitparadenplatzierung hat es für Bécauds Fassung des Liedes damals nicht gereicht. Dennoch wird der Titel zu seinen wichtigsten musikalischen Meilensteinen gerechnet und gilt als „eines der prägnantesten Stücke seiner Karriere“. L’Orange ist auch auf etlichen neueren Best-of-Kompilationen enthalten. Schon als er es Ende 1963 erstmals live im Olympia präsentierte – wobei der renommierte Filmregisseur Henri-Georges Clouzot die Inszenierung dieses Auftritts übernommen hatte –, sollen die Zuhörer langanhaltend applaudiert haben, und auch in der Folgezeit wurde es, egal, wo er auftrat, stets vom Publikum verlangt. Im Soundtrack des Films Ein Leben lang (Toute une vie) von Claude Lelouch aus dem Jahr 1974 kam das Chanson erneut einem breiten Publikum zu Gehör,, ebenso in zwei weiteren Filmen: Léolo von Jean-Claude Lauzon (1992) und Lauzon Lauzone von Louis Bélanger (2001).
2003, zwei Jahre nach dem Tod des Sängers, wurde allerdings eine Coverversion seines Chansons zum internationalen Top-Hit. In der dritten Staffel von Star Academy, dem bei TF1 ausgestrahlten französischen Pendant zu Fame Academy, sangen acht der Kandidaten diesen Song gemeinsam. Die davon produzierte Single belegte in Frankreich und Belgien jeweils Rang eins, in der Schweiz den sechsten Platz, wodurch „dieses schöne, engagierte Lied einer ganz neuen Generation“ näher gebracht wurde. Und vermutlich im Schlepptau dieser Version kam auch das Original dann doch noch zu späten Ehren: EMI veröffentlichte eine CD, die die Studioaufnahme von 1964 sowie zwei Fassungen, die Bécaud 1966 und 1988 jeweils im Olympia vorgetragen hatte, enthielt. Diese Platte stieg im Januar 2004 in die französischen Top 100 ein, verblieb darin für fünf Wochen und erreichte als beste Platzierung Rang 89. Jean-Christophe Averty, ein französischer Pionier der Videoclips, hat das Chanson in einen künstlerischen Kurzfilm eingebettet, den France 3 im Februar 2017 im Rahmen einer Dokumentation über das „Goldene Zeitalter des Varietés“ erneut ausstrahlte. Darin montierte Averty ausschließlich Bécauds Gesicht beim Singen des Liedes mit Orangen zusammen, zeigt zudem in der Schlusssequenz einen Galgen, an dem ein ebenfalls aus Apfelsinen nachgebildeter Mensch hängt.
1966 erschien eine deutschsprachige Fassung des Chansons unter dem Titel Der Orangendieb, übersetzt von Kurt Hertha und gesungen von Dietmar Schönherr, in der auch die bei Bécaud fehlende Schlussstrophe enthalten ist. Bereits ein Jahr zuvor hatte Suzanne Gabriello Delanoës Text umgeschrieben und das Lied L’Orange de l’agent auf einer EP veröffentlicht; in dieser Parodie befragt ein Verkehrspolizist (agent policier) eine Autofahrerin, die das gelbe Blinklicht einer Ampel missachtet haben soll – auf Französisch passer à l’orange. In der DDR brachte Amiga die französischsprachige Originalversion 1980 auf einer Natalie (ohne h) betitelten Bécaud-Langspielplatte heraus. Weitere Mitte der 1960er veröffentlichte Coverfassungen stammen von Gilles Dominique sowie, rein instrumental, von dem Musette-Akkordeonisten Aimable und – auf einer Letkiss-EP – des Trompeters Georges Jouvin.

## Nachweise und Anmerkungen
1. ↑  Fabien Lecœuvre, 1001 histoires, 2017, S. 243 f.
2. ↑  In dieser Zeit galt noch die Todesstrafe in Frankreich (Abschaffung erst 1981), und sie war in der Fünften Republik zwischen 1959 und dem Sommer 1964 in mehr als 30 Fällen auch noch vollzogen worden.
3. ↑  Artikel „Une orange qui a fait le tour du monde“ vom 18. Januar 2019 bei L’Orient-Le Jour; ähnlich bewertet das der Autor des Artikels „B-Seiten-Perle aus den Sechzigern: Gilbert Bécaud, L’Orange“ vom 23. März 2016 auf tedaboutsongs.60herz.de, dem zufolge es in dem Chanson „um Ausgrenzung und Gruppendruck, letztlich um Gewalt gegen Andersaussehende“ gehe.
4. 1 2  Jérôme Pintoux: Les chanteurs français des années 60. Du côté de chez les yéyés et sur la Rive Gauche. Camion Blanc, Rosières-en-Haye 2015, ISBN 978-2-35779-778-9, S. 432
5. ↑  Liedtext bei lyricstranslate.com
6. 1 2  Gilles Verlant: L’Odyssée de la Chanson française. Éd. Hors Collection, Paris 2006, ISBN 978-2-258-07087-5, S. 41
7. ↑  Aufzeichnung dieser Fernsehsendung, in der Bécaud das Chanson vorträgt, bei YouTube.
8. ↑  Das Entwenden von Nahrungsmitteln (vol de nourriture) fiel und fällt nach dem französischen Strafrecht (code pénal), Artikel 311-1, unter Diebstahl – wie in der Bundesrepublik Deutschland seit 1975 auch (§ 242 StGB).
9. ↑  Textfassung auf pierre-delanoe.fr
10. 1 2  Artikel „Chanson à la Une –  L’orange, par Gilbert Bécaud“ von Maryse Duilhé bei podcastjournal.net
11. ↑  Es wäre zumindest nicht zeituntypisch, wenn La voix de son maître diese Strophe in vorauseilendem Gehorsam weggeschnitten hätte. Denn in den 1960-ern waren explizite Schilderungen des Todes auch bei vielen europäischen Radiosendern noch verpönt und führten zu Sendeboykotts – so erging es um den Jahreswechsel 1959/1960 beispielsweise Teen Angel von Mark Dinning, das mit den Worten  „Blood Runs in the Grooves“ (Blut rinnt durch die Plattenrillen) charakterisiert wurde, in den USA und Großbritannien (Fred Bronson: The Billboard Book of Number One Hits. Billboard Publications, New York 1992, 3. Auflage, ISBN 0-8230-8298-9, S. 65), und so erging es noch 1968 Michel Polnareffs Chanson Le Bal des Laze in Frankreich (Fabien Lecœuvre, 1001 histoires, 2017, S. 294).
12. ↑  Eine Partitur für Solist und Chor, arrangiert von  A. Lapeyre, findet sich als PDF bei webetab.ac-bordeaux.fr.
13. ↑  Video dieser undatierten Studio-Live-Version von L’Orange bei YouTube
14. ↑  Annie und Bernard Réval, Gilbert Bécaud, 2001, S. 94 f.
15. ↑  nach dem Interview mit Pierre Delanoë vom 28. März 2005 bei L’Express
16. 1 2 3 4  Fabien Lecœuvre, 1001 histoires, 2017, S. 244
17. ↑  Annie und Bernard Réval, Gilbert Bécaud, 2001, S. 95
18. ↑  Gilles Verlant (Hrsg.): L’encyclopédie de la Chanson française. Des années 40 à nos jours. Éd. Hors Collection, Paris 1997, ISBN 2-258-04635-1, S. 33; zu diesem Lebensabschnitt Bécauds ausführlicher  Annie und Bernard Réval, Gilbert Bécaud, 2001. S. 22 ff. – Der Bezug dieser persönlichen Erfahrungen zu der Tatsache, dass L’Orange in einem Ort mit umgebenden Bergen spielt, ist augenfällig.
19. ↑  Pierre Saka: 50 ans de chanson française. France Loisirs, Paris 1994, ISBN 2-7242-5790-1, S. 43
20. ↑  In diesem Krieg hatte es 1956 in der Kabylei eine missglückte Operation des französischen Auslandsgeheimdienstes SDECE mit der Bezeichnung „Oiseau bleu“ (Blauer Vogel) gegeben – vgl. beispielsweise Camille Lacoste-Dujardin: Opération oiseau bleu. Des Kabyles, des ethnologues et la guerre d’Algérie., La Découverte, Paris 1997, ISBN 2-7071-2666-7. Es ist aber nicht bekannt, ob Pierre Delanoë sich bei seinem Text auch darauf bezogen hat.
21. ↑  „L’Orange est une chanson post-guerre-d’Algérie …“ vom 25. Januar 2017 bei rtbf.be
22. ↑  Annie und Bernard Réval, Gilbert Bécaud, 2001, S. 165 und 251
23. ↑  so Annie und Bernard Réval, Gilbert Bécaud, 2001, S. 251
24. ↑  So beispielsweise auf „20 Chansons D'or (2006)“, „Unsterblich:Seine Größten Chansons (2011)“ und in der 20 CDs umfassenden „Anthologie (1953-2002)“ von 2016.
25. ↑  Annie und Bernard Réval, Gilbert Bécaud, 2001, S. 136
26. ↑  nach Pierre Delanoës Datenbankeintrag bei Internet Movie Database
27. ↑  Nach der Charts-Übersicht bei lescharts.com, für die Schweiz auch bei hitparade.ch; diese Star-Academy-Version findet sich als Video bei YouTube.
28. ↑  Angaben bei lescharts.com
29. ↑  Averty-Videoclip bei jukebox.fr und ausschnittsweise bei tendances.orange.fr (Memento des Originals vom 29. Januar 2019 im Internet Archive)  Info: Der Archivlink wurde automatisch eingesetzt und noch nicht geprüft. Bitte prüfe Original- und Archivlink gemäß Anleitung und entferne dann diesen Hinweis.
30. ↑  Plattencover der Schönherr-Version bei 45cat.com und Video bei YouTube
31. ↑  Plattencover der Gabriello-Parodie bei 45cat.com und Video ihrer Aufnahme aus den Beständen des Institut national de l’audiovisuel
32. ↑  Diese drei Angaben stammen ebenfalls von 45cat.com.